# 九丁榕
九丁榕（学名：Ficus nervosa），又名九重吹，为桑科榕属的植物。分布在缅甸、斯里兰卡、越南、台湾、印度以及中国大陆的海南、四川、广东、广西、贵州、福建、云南等地，生长於海拔400至1,600公尺的地区，目前已由人工引种栽培。

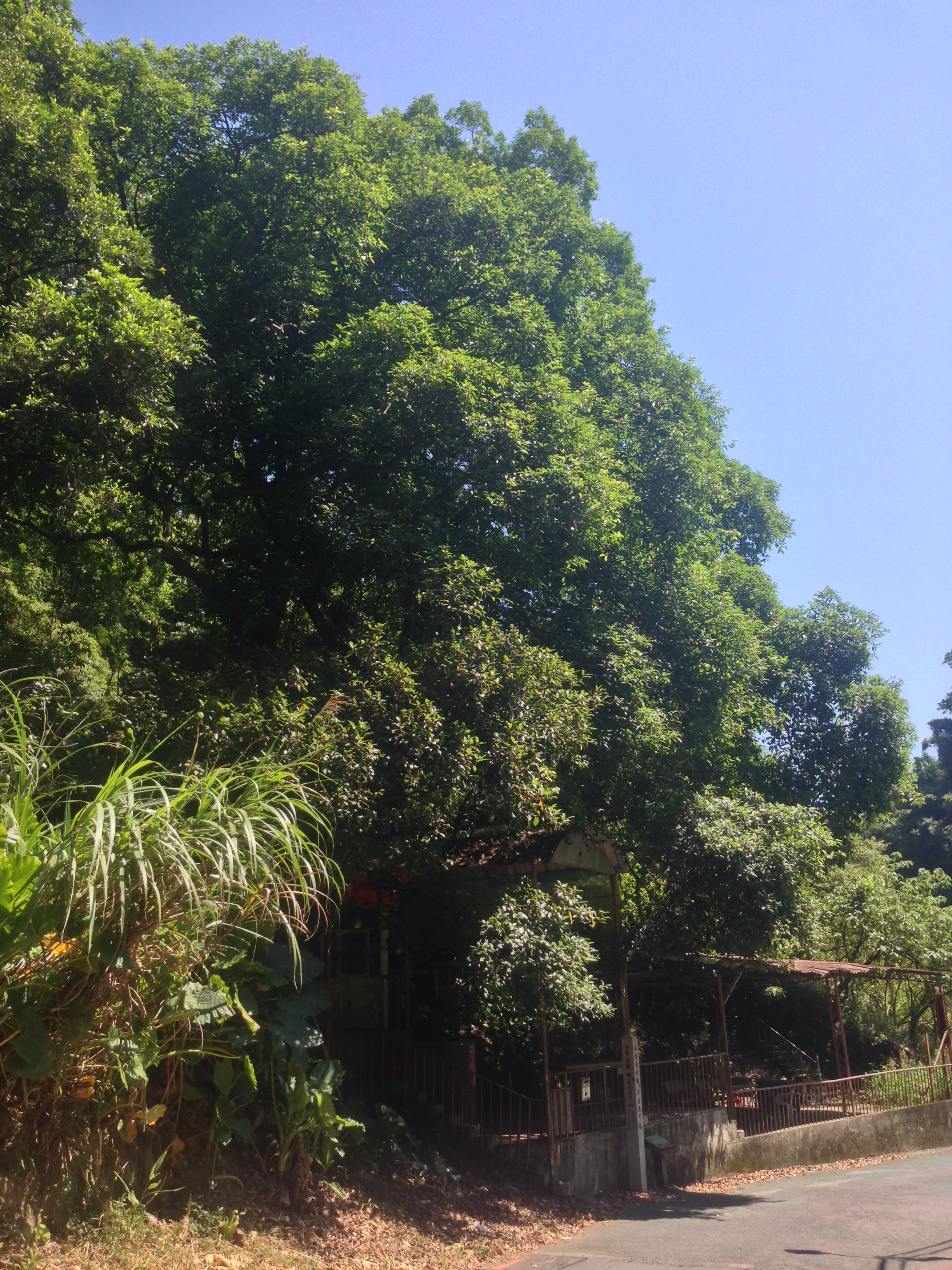
新店九丁榕與樹公廟

## 别名
大叶九重树（台湾）